# جودة الخدمة
يشير مصطلح جودة الخدمة في مجال شبكات الحاسوب وغيرها من شبكات تبديل حزم المعلومات في الاتصالات السلكية واللاسلكية، وهندسة المرور إلى آليات لحفظ السيطرة على الموارد بدلا من تحقيق جودة الخدمات. جودة الخدمة هو القدرة على تقديم أولوية مختلفة لتطبيقات مختلفة، مستخدمين، أو تدفق للبيانات، أو لضمان مستوى معين من الأداء لتدفق البيانات. على سبيل المثال، يمكن ضمان معدل سرعة المعلومات المطلوبة، والتأخر، عدم استقرار الإرسال، احتمالية إسقاط الرسائل و/ أو معدل الخطأ للمعلومات المطلوبة. تعتبر ضمانات جودة الخدمة هامة إذا كانت قدرة الشبكة غير كافية، وخاصة بالنسبة لتدفق التطبيقات ذات الوسائط المتعددة وقت حدوثها مثل الصوت عبر بروتوكولات الإنترنت، والألعاب الإلكترونية والتلفزيون الرقمي التابع لبروتوكولات الإنترنت، لأن هذه غالبا ما تتطلب معدل ثابت لتدفق البيانات، وهي حساسة للتغيير، ومن حيث الشبكات حيث تعتبر القدرة موردا محدودا، على سبيل المثال في بيانات الاتصالات الخلوية. في حالة عدم وجود ازدحام في الشبكة، تعتبر آليات جودة الخدمة غير مطلوبة.
ويمكن أن تتوافق الشبكة أو البروتوكول الذي يدعم جودة الخدمات على عقد المرور مع تطبيق البرمجيات والقدرة الاحتياطية في عقد الشبكة، على سبيل المثال خلال مرحلة إقامة الدورات. وهي يمكن أن تحقق رصدا لمستوى الأداء خلال الدورة، على سبيل المثال معدل البيانات والتأخير، والتحكم ديناميكيا عن طريق جدولة الأولويات في عقد الشبكة. وقد تفرج عن القدرة الاحتياطية خلال مرحلة الهدم.
ولا تستطيع أفضل جهد للشبكة أو الخدمة أن تدعم جودة الخدمة. كبديل لآليات معقدة مراقبة جودة الخدمة هو تقديم نوعية عالية من التواصل عبر شبكة جهد أفضل من الإفراط في توفير القدرة بحيث يكون كافيا لتوقع حركة المرور لتحمل الذروة.
في ميدان الاتصالات الهاتفية، وجودة الخدمة تم تعريفها في X.902 الاتحاد الدولي للاتصالات الموحدة بأنها «مجموعة من متطلبات الجودة على السلوك الجماعي لواحد أو أكثر من الكائنات». نوعية الخدمة تشمل متطلبات على جميع جوانب اتصال، مثل استجابة الخدمة الوقت والخسارة، إشارة إلى نسبة الضوضاء، عبر الحديث، وصدى، المقاطعات، استجابة التردد، ومستويات جهارة الصوت، وهلم جرا. مجموعة فرعية من جودة الخدمة الهاتفية هو الصف من الخدمة (جوس) المتطلبات، والتي تضم جوانب اتصال المتصلة سعة وتغطية الشبكة، على سبيل المثال يضمن أقصى قدر من عرقلة الاحتمال واحتمال الانقطاع.
جودة الخدمة يستخدم أحيانا كإجراء والجودة، مع العديد من التعاريف البديلة، بدلا من الإشارة إلى القدرة على موارد الاحتياط. جودة الخدمة أحيانا تشير إلى مستوى جودة الخدمة، أي ضمان جودة الخدمة. ارتفاع جودة الخدمة وكثيرا ما يخلط مع مستوى عال من الأداء أو تحقيق جودة الخدمة، على سبيل المثال ارتفاع معدل بت، وانخفاض الكمون احتمال الخطأالقليل.
وتعريف بديل لجودة الخدمة، تستخدم خاصة في مجال الخدمات طبقة التطبيقات مثل الاتصالات الهاتفية والفيديو، هو توقع عكس نوعية ذاتية من ذوي الخبرة. مصطلحات أخرى مماثلة مع المعنى هي نوعية التجربة (QoE) ذاتية مفهوم الأعمال التجارية، والمستخدم «ينظر الأداء» ، «درجة من الارتياح للمستخدم»، «عدد الزبائن السعداء» أو متوسط نقاط الرأي (موس). في هذا السياق، جودة الخدمة هو تأثير تراكمي على ارتياح المشترك لجميع العيوب التي تؤثر في الخدمة.

## المشاكل
عندما استخدم الإنترنت لأول مرة، إلا أنها تفتقر إلى القدرة على توفير جودة الخدمة الضمانات الواجبة لحدود السلطة في مسار الحوسبة. ولذلك فإنه يدير في مستوى جودة الخدمة الافتراضية، أو «أفضل جهد». كانت هناك أربع «نوع من الخدمة» بت وثلاثة «الأسبقية» بت المنصوص عليه في كل رسالة، ولكن تم تجاهلها. هذه البتات في وقت لاحق إعادة تعريفها بأنها DiffServ النقاط المدونة (المستوى الثالث)، وإلى حد كبير في تكريم الروابط أطلت على الإنترنت الحديثة.
عندما تبحث في علبة محولات شبكات، جودة الخدمة تتأثر بعوامل مختلفة، والتي يمكن تقسيمها إلى العوامل «البشرية» و«التقنية». وتشمل العوامل البشرية: الاستقرار في الخدمة، ومدى توافر الخدمات، والتأخير، ومعلومات المستخدم. وتشمل العوامل الفنية: الموثوقية، والتدرجية، والفعالية، الصيانة، والصف الثاني من الخدمة، وما إلى ذلك 
أشياء كثيرة يمكن أن تحدث لحزم أثناء سفرهم من المنشأ إلى المقصد، مما أدى إلى المشاكل التالية كما يرى من وجهة نظر من المرسل والمتلقي:
الحزم المسقطة
المسارات قد تفشل في تحقيق (اسقاط) بعض الحزم إذا كانوا يصلون عندما تكتمل المخازن. بعض، لا شيء، أو كل من الحزم قد انخفضت، وهذا يتوقف على حالة الشبكة، ومن المستحيل تحديد ما سيحدث مسبقا. التطبيق المتلقي قد يطلب اذاعه هذه المعلومات، ربما تسبب حالات التأخير الشديد في النقل العام.
التأخير
الامر قد يستغرق وقتا طويلا لحزمة لبوغ غايتها، لأنه يحصل على عقد حتى في طوابير طويلة، أو يأخذ طريقا غير مباشر لتفادي الازدحام. في بعض الحالات، يمكن للتأخير المفرط ان يجعل تطبيق مثل هذة الاتصالات عبر بروتوكول الإنترنت أو اللعب عبر الإنترنت غير صالحة للاستعمال.
توتر الإرسال
الحزم من المصدر ستصل إلى الوجهة مع تأخيرات مختلفة. وهناك حزمة تأخير تختلف مع موقفها في قوائم الانتظار من الموجهات على طول الطريق بين المصدر والمقصد، وهذا الموقف يمكن أن تختلف اختلافا لا يمكن التنبؤ به. هذا التفاوت في تأخير كما هو معروف توتر الإرسال على محمل الجد، ويمكن أن يؤثر على جودة الصوت و/ أو الفيديو.
نهاية طلب إيصال
عندما مجموعة من الحزم ذات الصلة يتم توجيهها من خلال شبكة الإنترنت، حزم مختلفة تتخذ مسارات مختلفة، كل منها تؤدى إلى تأخير مختلفة. والنتيجة هي أن وصول الحزم في ترتيب مختلف عما كانت عليه إرسالها. هذه المشكلة يتطلب البروتوكولات الإضافية الخاصة المسؤولة عن ترتيب الخروج من الحزم من أجل اقامة دولة المتزامن بمجرد أن تصل إلى وجهتها. هذا مهم بشكل خاص لنقل الصوت والفيديو وتيارات حيث ان الجودة بشكل كبير تتأثر كل من الكمون وعدم وجود isochronicity.
الخطأ
الحزم في بعض الأحيان هي في غير محلها، أو مجتمعة، أو تعرض للتلف، حينما تكون في الطريق. وعندما يكتشف المتلقي هذا يطلب من المرسل أن يعيد نفسه.

## التطبيقات التي تتطلب جودة الخدمة
جودة الخدمة قد تكون مطلوبة لأنواع معينة من حركة مرور الشبكة، على سبيل المثال:
- الوسائط المتعددة قد تتطلب مضمونة الإنتاجية لضمان حد أدنى من الجودة والمحافظة عليها.
- عروض البث التلفزيوني عبر الانترنت كخدمة من مزود الخدمة مثل ايه تي اند تي يو فيرس
- التهاتف عبر بروتوكول الإنترنت أو الصوت عبر بروتوكول الإنترنت) قد تتطلب حدودا صارمة من التأخير
- تحادث الفيديو (مؤسسة التدريب المهني) يتطلب غضب منخفضة والكمون
- إشارة إنذار (على سبيل المثال، جهاز الإنذار ضد السرقة)
- وصلة مخصصة مضاهاة يتطلب سرعة نقل مضمون ويفرض قيودا على أقصى قدر من التأخير والغضب
- لسلامة التطبيق الحرج، مثل الجراحة عن بعد قد تتطلب مستوى يضمن التوافر (وهذا هو أيضا دعا لجودة الخدمات الثابتة).
- مسؤول النظام قد يرغب في تحديد أولويات المتغير، وعادة ما تكون صغيرة، وكميات من حركة سه لضمان الدورة حتى تستجيب بشكل كبير على مدى ارتباط لادن.
- ألالعاب على الإنترنت، مثل المحاكاة يسير بخطى سريعة في الوقت الحقيقي مع لاعبين عدة. عدم جودة الخدمة قد تنتج 'فجوة'.
- إيثرنت البروتوكولات الصناعية مثل إيثرنت / الملكية الفكرية التي تستخدم لمراقبة الوقت الحقيقي للآلات

هذه الأنواع من الخدمة تسمى غير مرن، بمعنى أنها تتطلب مستوى معينا الحد الأدنى من عرض النطاق الترددي والكمون والحد الأقصى لمهمة معينة.
على النقيض من ذلك، يمكن للتطبيقات المرنة الاستفادة من عرض النطاق الترددي إلا القليل أو الكثير متاح. ملف نقل معظم التطبيقات التي تعتمد على برنامج التعاون الفني عموما مرنة.

## الحصول على جودة الخدمة
- في المكالمة
- في المكالمة
- مقدما: عند حساب آليات لتوفير جودة الخدمات له ما يبرره، شبكة العملاء ومقدمي الخدمات وعادة ما يدخل في اتفاق تعاقدي وهو ما يسمى اتفاقية مستوى الخدمة (س ل ا) التي تنص على ضمانات لقدرة شبكة / بروتوكول لإعطاء مضمون الأداء / إنتاجية / الكمون حدود تستند للتدابير المتفق عليها تبادليا، وعادة عن طريق إعطاء أولوية المرور.
- المواردالإحتياطية: الموارد محجوزة في كل خطوة على الشبكة للدعوة كما هو مثبت. ومثال ذلك هو ار اس ف بي، بروتوكول حجز الموارد.

## آليات جودة الخدمة
كبديل لآليات معقدة مراقبة جودة الخدمة هو تقديم نوعية عالية من التواصل بسخاء على شبكة التزويد بحيث يستند إلى القدرة على تقديرات الحركة لحمل الذروة. هذا النهج بسيط واقتصادي للشبكات مع الأحمال يمكن التنبؤ بها. والأداء مطابق للعديد من التطبيقات. يمكن أن تشمل التطبيقات التي يمكن أن تطالب بالتعويض عن الاختلافات في عرض النطاق الترددي وتأخير كبير مع تلقي المخازن المؤقتة، والتي غالبا ما أمكن على سبيل المثال في الفيديو.
الخدمات التجارية بتكلفة غالبا ما تكون تنافسية مع خدمات الهاتف التقليدية من حيث جودة المكالمة على الرغم من جودة الخدمة الآليات عادة لا تكون قيد الاستعمال على اتصال المستخدم لبلده، وموفر خدمة الإنترنت والاتصال عبر بروتوكول الإنترنت لمقدمي خدمات الإنترنت المختلفة. تحت شروط تحميل عالية، ومع ذلك، تدهور نوعية الصوت عبر بروتوكول الإنترنت إلى الهاتف الخليوي الجودة أو ما هو أسوأ. الرياضيات للحزم المرور تشير إلى أن الشبكة مع جودة الخدمة يمكن التعامل مع أربعة أضعاف العديد من المكالمات الهاتفية مع متطلبات غضب مشددة حيث أن جودة الخدمة واحدة من دون [بحاجة لمصدر] قرر يوكسل وآخرون ان 60 ٪ من القدرات الإضافية المطلوبة من خلال محاكاة الحركة الملكية الفكرية في ظل افتراضات متحفظة 
مقدار المبالغة في تقديم الروابط الداخلية المطلوبة لتحل محل جودة الخدمة يعتمد على عدد من المستخدمين ومطالبهم حركة المرور. كما أن الإنترنت يخدم الآن ما يقرب من مليار من المستخدمين، هناك احتمال ضئيل أن الإفراط في التقديم يمكن أن تلغي الحاجة إلى جودة الخدمة بتكلفة عندما يصبح أكثر شيوعا [بحاجة لمصدر]
لشبكات النطاق الضيق أكثر نموذجية من الشركات والحكومات المحلية، ومع ذلك، فإن تكاليف عرض النطاق الترددي يمكن أن تكون كبيرة وأكثر من التقديم انه من الصعب تبريره. [بحاجة لمصدر] في هذه الحالات، وضعت مختلفين اختلافا واضحا في الفلسفات مهندس المعاملة التفضيلية للالحزم التي تتطلب ذلك.
العمل الأولي استخدم"IntServ" في فلسفة الشبكة المتحفظة للموارد. في هذا النموذج، والتطبيقات المستخدمة في بروتوكول حجز الموارد (الدعوة) لطلب والموارد الاحتياطي عن طريق الشبكة. في حين ان IntServ لآليات العمل، واتضح أنه في الشبكة ذات النطاق العريض نموذجية من أكبر مزود الخدمة، وستكون هناك حاجة إلى أن تكون الموجهات الأساسية للقبول، والمحافظة، وهدم آلاف أو ربما عشرات الآلاف من التحفظات. وكان يعتقد أن هذا النهج لن النطاق مع نمو شبكة الإنترنت، وعلى أي حال كان نقيضا لمفهوم تصميم الشبكات بحيث الموجهات الأساسية أن تفعل أكثر من مجرد تبديل الحزم في أعلى المعدلات الممكنة.
الأسلوب الثاني والمقبول حاليا هو "DiffServ" أو خدمات متميزة. في نموذج DiffServ، الحزم ملحوظ وفقا لنوع الخدمة التي يحتاجونها. ردا على هذه العلامات والموجهات والمحولات استخدام استراتيجيات مختلفة لطوابير مخصصة لمتطلبات الأداء. (وفي طبقة الملكية الفكرية، ومتمايزة نقطة الخدمات البرمجية (المستوى الثالث) علامات استخدام البتات 6 في مجال الملكية الفكرية رأس الحزمة. في طبقة لجنة الهدنة العسكرية، يمكن استخدام شبكة محلية ظاهرية IEEE 802.1Q وIEEE 802.1p تكون أساسا لنقل المعلومات نفسها)
الموجهات لدعم DiffServ استخدام قوائم متعددة للحزم في انتظار انتقال من عرض النطاق الترددي مقيدة (على سبيل المثال، منطقة واسعة) واجهات. راوتر الباعة يوفر قدرات مختلفة لتكوين هذا السلوك، لتشمل عددا من قوائم معتمدة، والأولويات النسبية لقوائم الانتظار، وعرض النطاق الترددي المخصصة لكل قائمة انتظار.
في الممارسة العملية، عندما حزمة يجب أن تحال من واجهة مع الوقوف في الطوابير والحزم التي تتطلب غضب منخفضة (على سبيل المثال، نقل الصوت أو في تي سي) وتعطى الأولوية على الحزم في طوابير أخرى. عادة، يتم تخصيص عرض النطاق الترددي للبعض افتراضيا إلى حزم التحكم في الشبكة (على سبيل المثال، بروتوكول التحكم برسائل الإنترنت وبروتوكولات التوجيه)، في حين أن أفضل جهد لحركة المرور قد ببساطة أن تعطى كل ما هو عرض النطاق الترددي خلفها.
آليات إدارة عرض النطاق الترددي إضافية يمكن استخدامها لأداء المزيد من مهندس، لتشمل ما يلي :
- تشكيل حركة المرور (معدل الحد) :
  - رمزي دلو
  - راشح دلو
  - برنامج التعاون الفني لمراقبة معدل تعديل المصطنع حجم إطار برنامج التعاون الفني، فضلا عن السيطرة على معدل ACKs إعادتهم إلى المرسل [بحاجة لمصدر]
- جدولة الخوارزميات:
  - مصطفة المرجحة العادلة (WFQ)
  - مصطفة الفئة المرجحة العادلة المستندة
  - المرجحة جولة روبن (ترتيب دوري قابل)
  - العجز مرجح جولة روبن (DWRR)
  - معرض الهرمي لخدمات المنحنى (HFSC)
- تجنب الازدحام:
  - أحمر، WRED—يقلل من إمكانية الميناء ذيل طابور العازلة الإسقاط ليالي وهذا يقلل من احتمال تزامن برنامج التعاون الفني العالمي
  - الشرطة (وسم / إسقاط حزمة يتجاوز معدل وحجم حركة المرور التي ارتكبت انفجر)
  - الإخطار الصريح الازدحام
  - ضبط العازلة

على النحو المذكور، في حين DiffServ يستخدم في العديد من الشبكات المشاريع المتطورة، وأنه لم يتم نشرها على نطاق واسع في شبكة الإنترنت. ترتيبات الإنترنت التناظرية معقدة أصلا، ويبدو أن هناك أي حماس بين مقدمي الخدمات لدعم جودة الخدمات عبر وصلات التناظر، أو اتفاق حول ما ينبغي أن تكون سياسات الدعم من أجل القيام بذلك.
مثال واحد للحاجة الملحة لجودة الخدمة على شبكة الإنترنت ويتصل بهذه المسألة من انهيار الازدحام. إنترنت يعتمد على بروتوكولات تجنب الازدحام، كما في صلب برنامج التعاون الفني، للحد من العبء المروري في ظل الظروف التي من شأنها أن تؤدي إلى انهيار الإنترنت. جودة خدمة التطبيقات مثل الاتصالات عبر بروتوكول الإنترنت والبث التلفزيوني عبر الانترنت، لأنها تتطلب ثابتا بدرجة كبيرة bitrates والكمون المنخفض لا يمكن استخدام برنامج التعاون الفني، وبخلاف ذلك لا يمكن التقليل من معدل الحركة للمساعدة في منع الانهيار. جودة الخدمة عقود الحد من حركة المرور التي يمكن تقديمها إلى شبكة الإنترنت، وبالتالي فرض تشكيل حركة المرور التي يمكن منعها من أن تصبح زائدة، وبالتالي هم جزء لا يتجزأ من شبكة الإنترنت والقدرة على التعامل مع مزيج من الوقت الحقيقي وعدم الحركة في الوقت الحقيقي دون الانهيار.وضع النقل غير المتزامن (صراف آلي) بروتوكول الشبكة قد وضع إطارا للسد في جودة الخدمة آليات للاختيار. أقصر وحدات البيانات والمبنية في جودة الخدمات وبعض من وجهة فريدة من نوعها ليالي لبيع في تطبيقات أجهزة الصراف الآلي الاتصالات السلكية واللاسلكية مثل الفيديو حسب الطلب، والصوت عبر بروتوكول الإنترنت.

## مستويات جودة الخدمات ذات الأولوية
| Priority Level | Traffic Type |
| -------------- | ------------ |

| 0 (lowest) | Best Effort |
| ---------- | ----------- |

| 1 | Background |
| - | ---------- |

| 2 | Standard (Spare) |
| - | ---------------- |

| 3 | Excellent Load (Business Critical) |
| - | ---------------------------------- |

| 4 | Controlled Load (Streaming Multimedia) |
| - | -------------------------------------- |

| 5 | Voice and Video (Interactive Media and Voice) [Less than 100ms latency and jitter] |
| - | ---------------------------------------------------------------------------------- |

| 6 | Layer 3 Network Control Reserved Traffic [Less than 10ms latency and jitter] |
| - | ---------------------------------------------------------------------------- |

| 7 (highest) | Layer 2 Network Control Reserved Traffic [Lowest latency and jitter] |
| ----------- | -------------------------------------------------------------------- |

## مشاكل جودة الخدمة
- إنترنت 2فريق جودة الخدمة العامل خلص إلى أن زيادة عرض النطاق الترددي هو على الارجح أكثر عملية من تنفيذ جودة الخدمة.

## البروتوكولات التي توفر جودة الخدمة
- نوع الخدمة (شروط الخدمة) في حقل الملكية الفكرية رأسية (حلت محلها الآن Diffserv)
- خدمات الملكية الفكرية المتباينة (DiffServ)
- الملكية الفكرية المتكاملة الخدمات (IntServ)
- بروتوكول حجز الموارد (الدعوة)
- بروتوكولات تسمية التبديل (مقسم البروتوكولات المتعددة) يوفر جودة الخدمة ثمانية فصول
- ار اس في بي - تي اي
- الإطار التتابع
- بروتوكول X25
- بعض أجهزة المودم المتماثل
- وضع النقل غير المتزامن (صراف آلي)
- IEEE 802.1p
- IEEE 802.1Q
- IEEE 802.11e
- HomePNA البداية الربط الشبكي عبر اقناع وأسلاك الهاتف
- قطاع تقييس الاتصالات G.hn القياسية يوفر جودة الخدمة عن طريق «الزعم خالية من فرص انتقال» (CFTXOPs) التي يتم تخصيصها للتدفقات التي تتطلب جودة الخدمة، والتي لها عن طريق التفاوض «عقدا» مع وحدة تحكم شبكة. G.hn تدعم أيضا غير عملية نوعية الخدمة عن طريق «خلاف القائم على فتحات الوقت».

## حلول جودة الخدمة
والمشروع البحثي ميوز نسخة محفوظة 16 نوفمبر 2011 على موقع واي باك مشين. تعريف مفهوم جودة الخدمة في المرحلة الأولى التي تم التوصل إليها في مزيد من كواكب أخرى المشروع البحثي. فكرة جديدة لهذا الحل هو الاتفاق على قيمة منفصلة لكل غضب الطبقة جودة الخدمات التي تفرض على عقد الشبكة. بما في ذلك أفضل جهد ممكن، وأربعة فصول تم تحديد جودة الخدمة، واثنين واثنين من مطاط مرن. الحل له فوائد عدة :
- نهاية إلى نهاية إبطاء معدل الخسارة وحزم يمكن التنبؤ
- فمن السهل تنفذ جدولة بسيطة وطول الانتظار في ضوء الكواكب
- العقد يمكن بسهولة التحقق من الامتثال
- المستخدمين النهائيين لا تلاحظ الفرق في الجودة

مشروع ميوز أخيرا وضعت بمفردها حل جودة الخدمة التي تقوم أساسا في :
- استخدام الطبقات المرور
- مفهوم انتقائي كاك
- مناسبة شبكة أبعاد

## إجراءات جودة الخدمة
على عكس 2 ابيلين شبكة الإنترنت، وشبكة الإنترنت هو في الواقع سلسلة من نقاط ربط شبكات الصرف الخاص وليس الشبكة في حد ذاتها. ومن ثم أساسية الإنترنت هي التي يملكها ويديرها عدد من مختلف شبكة مقدمي الخدمات، وليس كيانا واحدا. سلوكها هو أكثر من ذلك بكثير العشوائية أو غير متوقعة. ولذلك، يستمر البحث عن جودة خدمة الإجراءات التي يتم نشرها في الشبكات، وتنوعا كبيرا.
هناك نهجين الرئيسية لجودة الخدمة في حزمة عصرية للشبكات، ووضع نظام معلمات على أساس تبادل للمتطلبات التطبيق مع الشبكة، ونظام تحديد أولويات كل علبة حيث يحدد مستوى الخدمة المطلوبة للشبكة. على الإنترنت، الخدمات المتكاملة ("IntServ") تطبق نهج معلمات. في هذا النموذج، واستخدام تطبيقات بروتوكول حجز الموارد (الدعوة) لطلب والموارد الاحتياطي عن طريق شبكة.خدمات مميزة ("DiffServ") تطبق نموذج ذات الأولوية. DiffServ علامات الحزم وفقا لنوع الخدمة التي يحتاجونها. ردا على هذه العلامات والموجهات والمحولات استخدام استراتيجيات مختلفة لأداء طابور خياط المتطلبات. (وفي طبقة الملكية الفكرية، ومتمايزة الخدمات البرمجية نقطة (]دي اس سي بي) علامات استخدام البتات 6 الأولى في مجال شروط الخدمة للملكية الفكرية رأس الحزمة. في طبقة لجنة الهدنة العسكرية، يمكن استخدام شبكة محلية ظاهرية IEEE 802.1Q وIEEE 802.1p تكون أساسا لنقل المعلومات نفسها.)
سيسكو دائرة الرقابة الداخلية NetFlow وفئة سيسكو استنادا جودة الخدمة (CBQoS) قاعدة المعلومات الإدارية (ام أي بي) يمكن أن تكون الاستدانة سواء داخل سيسكو جهاز الشبكة للحصول على جودة الخدمة وضوح في السياسات وفعاليتها على شبكة المرور.
غير البروتوكولات الملكية الفكرية، وخاصة تلك المخصصة لنقل الصوت، مثل أجهزة الصراف الآلي أو جي إس إم، سبق لها أن نفذت في جودة الخدمات الأساسية وعلى البروتوكول لا تحتاج إلى إجراءات إضافية لتحقيق ذلك.

## تحايل جودة الخدمة
الترميز القوي بروتوكولات الشبكة مثل طبقة المقابس الآمنة، آي 2 بي، والشبكة الخاصة الافتراضية ليالي غامضة نقل البيانات واستخدامها. وجميع التجارة الالكترونية على شبكة الإنترنت يتطلب استخدام هذه البروتوكولات الترميز القوي، من جانب واحد خفض مستوى أداء حركة المرور المشفرة يخلق مخاطر غير مقبولة بالنسبة للعملاء. حتى الآن، وحركة المرور المشفرة هو خلاف ذلك غير قادر على الخضوع لتفتيش الحزمة العميق لجودة الخدمة.

## شكوك حول نوعية الخدمات عبر الإنترنت
غاري Bachula، نائب الرئيس للشؤون الخارجية لInternet2، ويؤكد ان جودة الخدمة بروتوكولات محددة ليست ضرورية في شبكة أساسية طالما ارتباطات الشبكة الأساسية هي «الإفراط في مشروطة» لدرجة أن حركة مرور الشبكة لقاءات التأخير. في «جودة الخدمة» والهندسة، وهذه الصيغة هي التي يكفلها القبول ميزة التحكم.
وجد المشروع إنترنت 2، في عام 2001، أن بروتوكولات جودة الخدمة ربما كانت عدم الانتشار داخل شبكة ابيلين مع المعدات المتاحة في ذلك الوقت. بينما أحدث أجهزة التوجيه قادرة على جودة الخدمات التالية بروتوكولات مع أي خسارة في الأداء، والمعدات المتاحة في ذلك الوقت تعتمد على البرمجيات لتنفيذ جودة الخدمة. وInternet2 شبكة ابيلين المجموعة أيضا تنبأ بان «اللوجستية والمالية والتنظيمية والحواجز سوف نقطع الطريق نحو أي ضمانات عرض النطاق الترددي» من تعديلات بروتوكول يهدف إلى جودة الخدمة. في جوهرها انهم يعتقدون أن الاقتصاد سيكون من المرجح أن تجعل موفري شبكة عمدا تآكل نوعية أفضل جهد المرور باعتبارها وسيلة لدفع سعر أعلى للعملاء خدمات جودة الخدمة.
وشبكة ابيلين للدراسة هي الأساس لشهادة غاري Bachula لجنة التجارة بمجلس الشيوخ في جلسة الاستماع على شبكة الحياد في أوائل عام 2006. وأعرب عن الرأي القائل بأن إضافة المزيد من عرض النطاق الترددي كان أكثر فعالية من أي من الخطط المختلفة لتحقيق جودة الخدمات التي تم فحصها.
شهادة Bachula ذكر مؤيدو القانون الذي يحظر على نوعية الخدمة كدليل على أن أي غرض غير المشروعة التي يخدمها مثل هذا الطرح. بالطبع هذه الحجة هي التي تعتمد على افتراض أن الإفراط في التقديم، أليست هي شكل من جودة الخدمة، وأنه من الممكن دائما. من الواضح، من حيث التكلفة وعوامل أخرى تؤثر على قدرة شركات لبناء وصيانة دائمة على مدى مشروطية الشبكات.

## معايير النشاط
- جودة الخدمة، أو جودة الخدمة، في ميدان الاتصالات الهاتفية، وكان يعرف في عام 1994 في قطاع تقييس الاتصالات التوصية E.800. هذا التعريف واسع جدا، يعدد 6 عناصر أساسية هي : دعم والقدرة التشغيلية، سهولة الاستخدام، Retainability والسلامة والأمن.
- الاتحاد الدولي للاتصالات في عام 1998 نشرت وثيقة مناقشة جودة الخدمات في مجال شبكات البيانات، توصية قطاع تقييس الاتصالات X.641. X.641 يوفر وسيلة لتطوير أو تعزيز معايير جودة الخدمات ذات الصلة وتقديم المفاهيم والمصطلحات التي من شأنها المساعدة في الحفاظ على اتساق المعايير ذات الصلة.
- وجودة الخدمات الرئيسية لفريق مهام الإنترنت الهندسي الهيئات الإقليمية للغابات ذات الصلة وتعريف الخدمات المميزة الميدانية (دي إس الميدانية) في IPv4 و IPv6 الرؤوس (الجرعة 2474)، وبروتوكول حجز الموارد (أجبني) (الجرعة 2205)؛ على حد سواء هذه التي نوقشت أعلاه. فريق مهام الإنترنت الهندسي ونشرت أيضا اثنين من الهيئات الإقليمية للغابات إعطاء معلومات أساسية عن جودة الخدمة : الجرعة 2990 : الخطوات المقبلة للملكية الفكرية جودة الخدمات المعمارية، وأقروا 3714 : IAB القلق فيما يتعلق الازدحام مراقبة حركة المرور لنقل الصوت في شبكة الإنترنت.

### جودة الخدمات البرمجية مفتوحة المصدر
- لينكس متقدمة التوجيه ومراقبة حركة المرور
- عرض النطاق الترددي المحكم
- فك
- شل الصفر نسخة محفوظة 11 يونيو 2010 على موقع واي باك مشين.
- وزارة الدفاع واضاف جودة الخدمة جودة الخدمة لتطبيقات الويب

## وصلات خارجية
- دروس جودة الخدمة
- جودة الخدمة للشبكات
- شبكة جودة الخدمة